# Paul De Brauwer
Paul De Brauwer (ur. 7 czerwca 1956 w Wetteren) – belgijski kolarz przełajowy, brązowy medalista mistrzostw świata.

## Kariera
Największy sukces w karierze Paul De Brauwer osiągnął w 1981 roku, kiedy zdobył brązowy medal w kategorii amatorów podczas przełajowych mistrzostw świata w Tolosie. W zawodach tych wyprzedzili go jedynie Miloš Fišera z Czechosłowacji i Polak Grzegorz Jaroszewski. Był też piąty na mistrzostwach świata w Getxo w 1990 roku. Kilkakrotnie zdobywał medale mistrzostw Belgii, w tym cztery złote. W 1994 roku zakończył karierę.